# جيفري بي. ويفر
جيفري بي. ويفر هو سياسي أمريكي، ولد في 24 أبريل 1986 في سانت ألبانز في الولايات المتحدة.